# Francisco Ricci

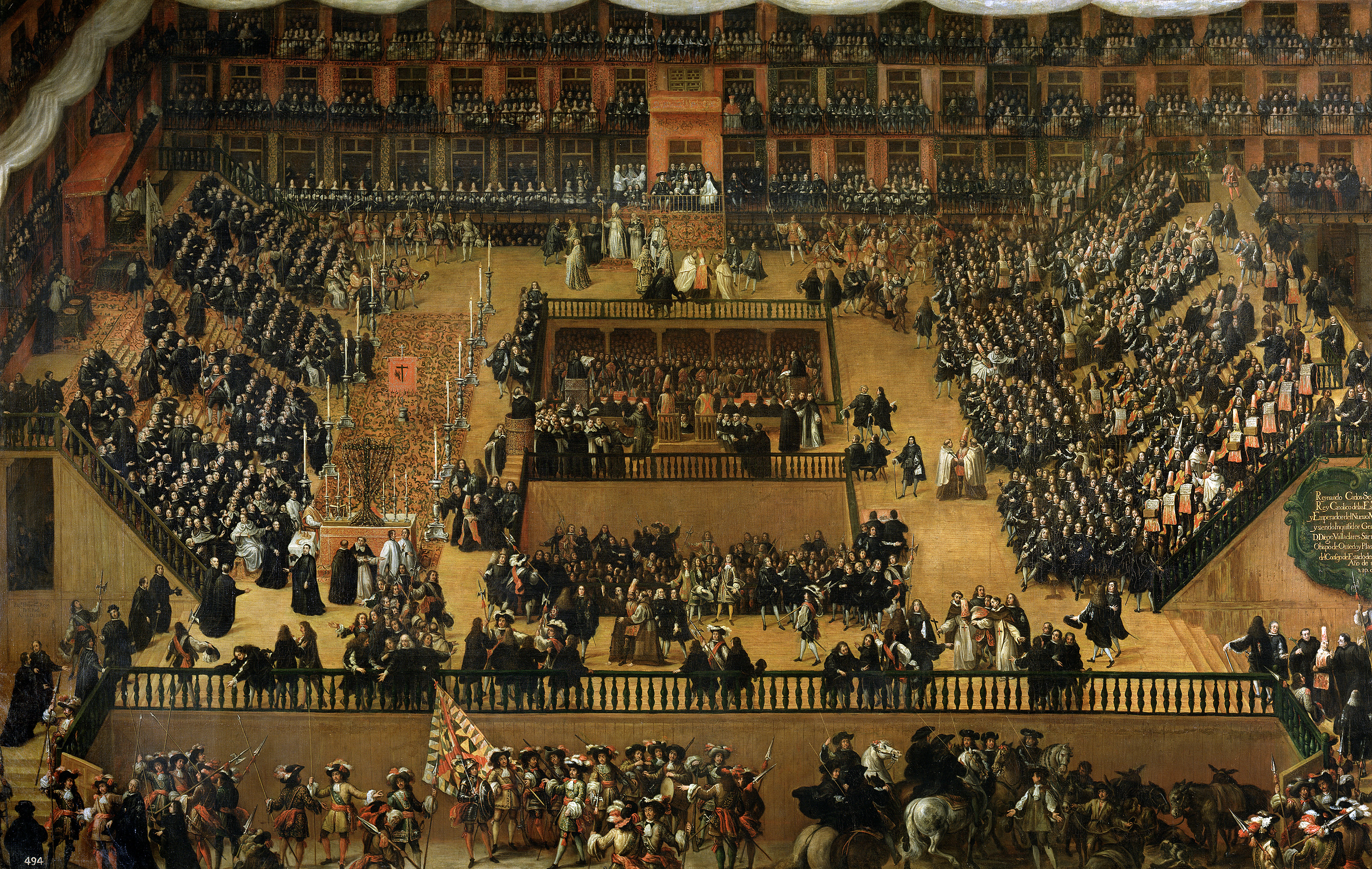
Auto de fe en la plaza Mayor de Madrid.

Francisco Ricci (també conegut com a Francisco Rizi, 1614 - El Escorial, 1685) fou un pintor barroc espanyol. El seu pare Antonio Ricci era un pintor italià arribat a Espanya per a treballar en la decoració del monestir de l'Escorial, sota les ordres de Federico Zuccaro. Antonio va contreure matrimoni amb una espanyola i es va instal·lar a Madrid, castellanitzant el seu cognom com Rizi. A Madrid naixerien Juan Ricci el 1600, qui també seria pintor, i Francisco Ricci el 1614.
Va ser aprenent de Vicente Carducho i va treballar per a la casa reial a partir de 1639. Juntament amb Juan Carreño de Miranda i Francisco Camilo, va desenvolupar l'escola madrilenya del barroc espanyol, treballant sobretot en les decoracions de les esglésies de la cort i l'escenografia del teatre del Buen Retiro, del que va ser director. La seva obra més coneguda és l'Auto de fe en la plaza Mayor de Madrid (Museu del Prado).